# Alfaião
Alfaião é uma povoação portuguesa sede da Freguesia de Alfaião do Município de Bragança, freguesia com 9,8 km² de área e 164 habitantes (censo de 2021), tendo, por isso, uma densidade populacional de 16,7 hab./km².

## Demografia
A população registada nos censos foi:
| Distribuição da População por Grupos Etários | Distribuição da População por Grupos Etários | Distribuição da População por Grupos Etários | Distribuição da População por Grupos Etários | Distribuição da População por Grupos Etários |
| -------------------------------------------- | -------------------------------------------- | -------------------------------------------- | -------------------------------------------- | -------------------------------------------- |
| Ano                                          | 0-14 Anos                                    | 15-24 Anos                                   | 25-64 Anos                                   | > 65 Anos                                    |
| 2001                                         | 20                                           | 17                                           | 80                                           | 56                                           |
| 2011                                         | 15                                           | 12                                           | 78                                           | 68                                           |
| 2021                                         | 16                                           | 12                                           | 74                                           | 62                                           |

## Fotografias

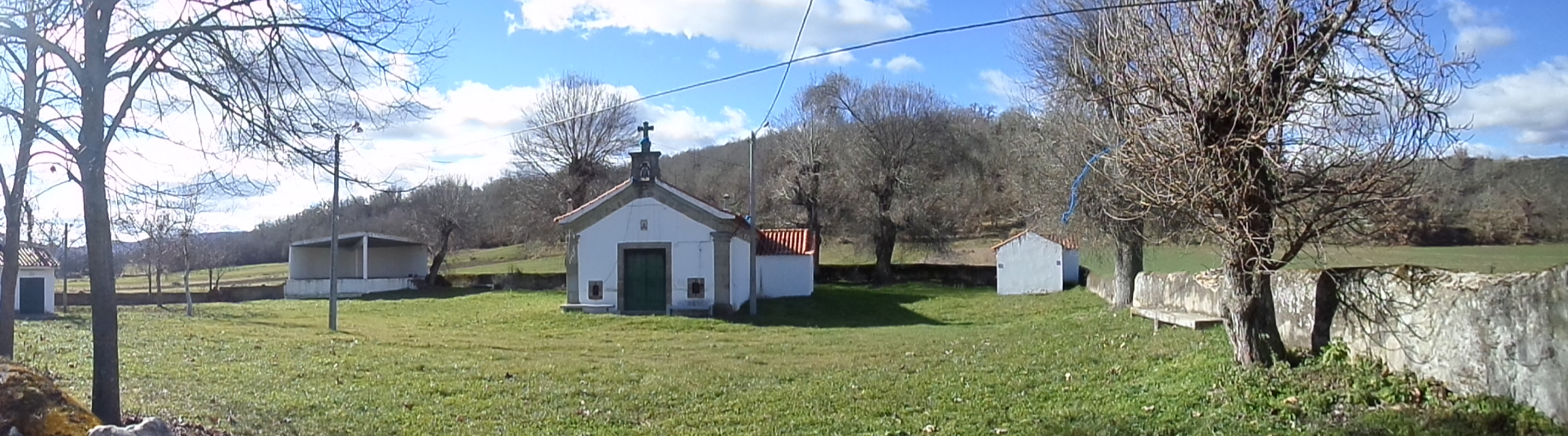
Santuário Nossa Senhora de Veiga - Alfaião
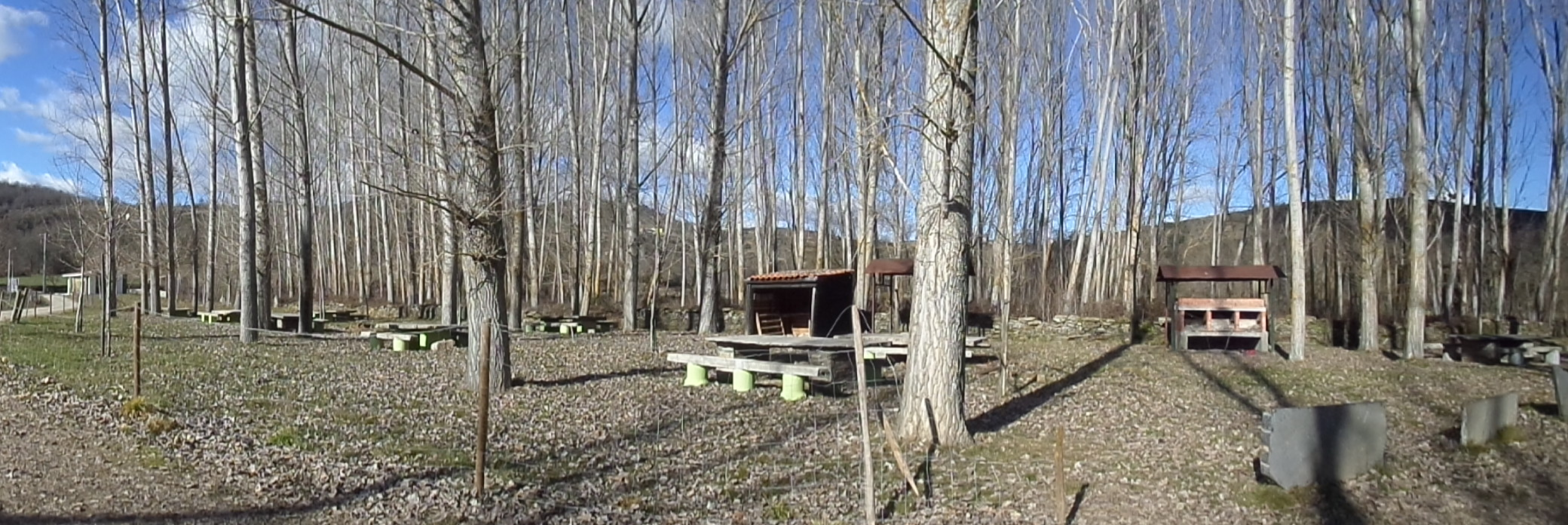
Parque de Merendas - Alfaião
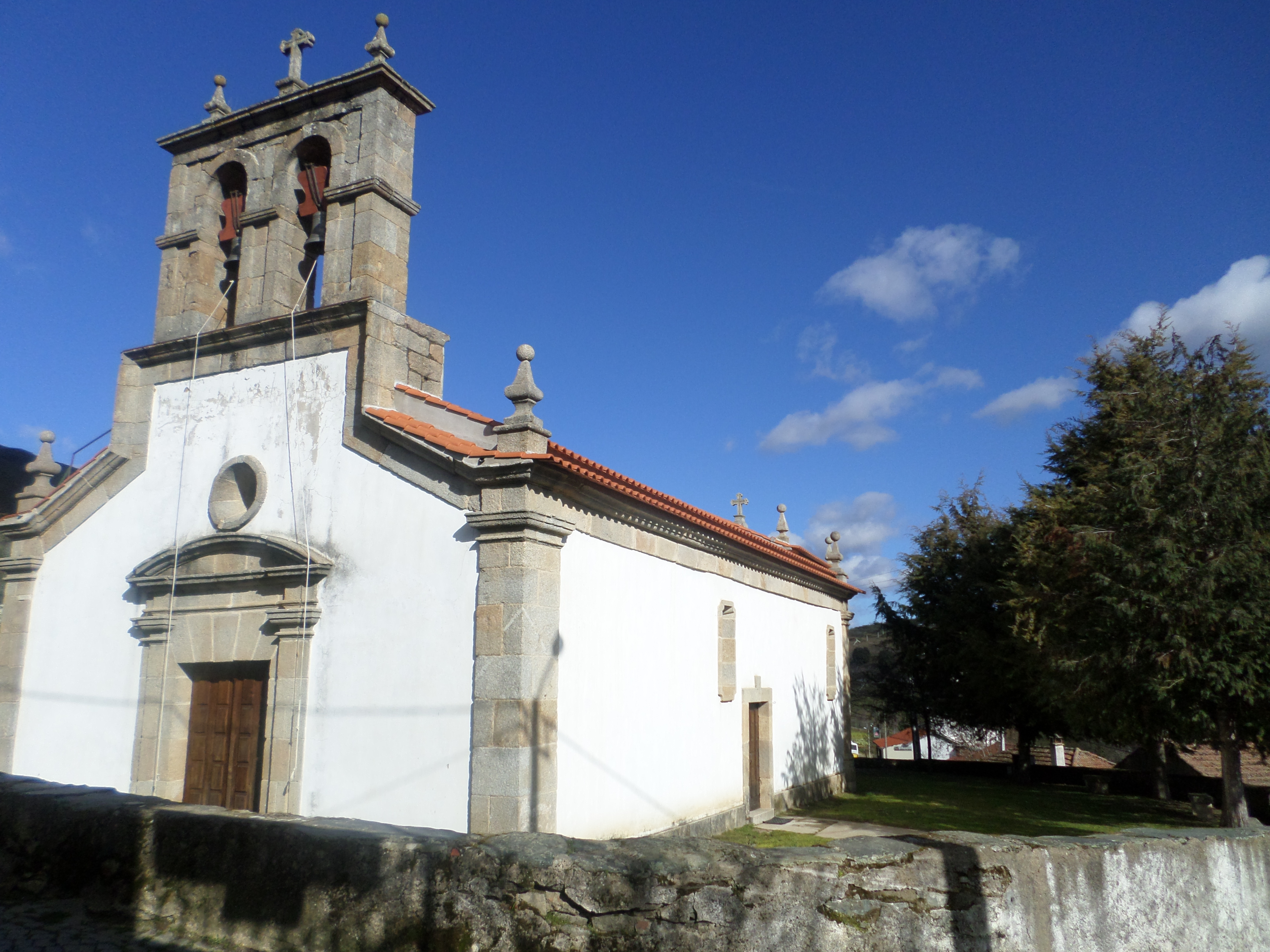
Igreja Matriz - Alfaião
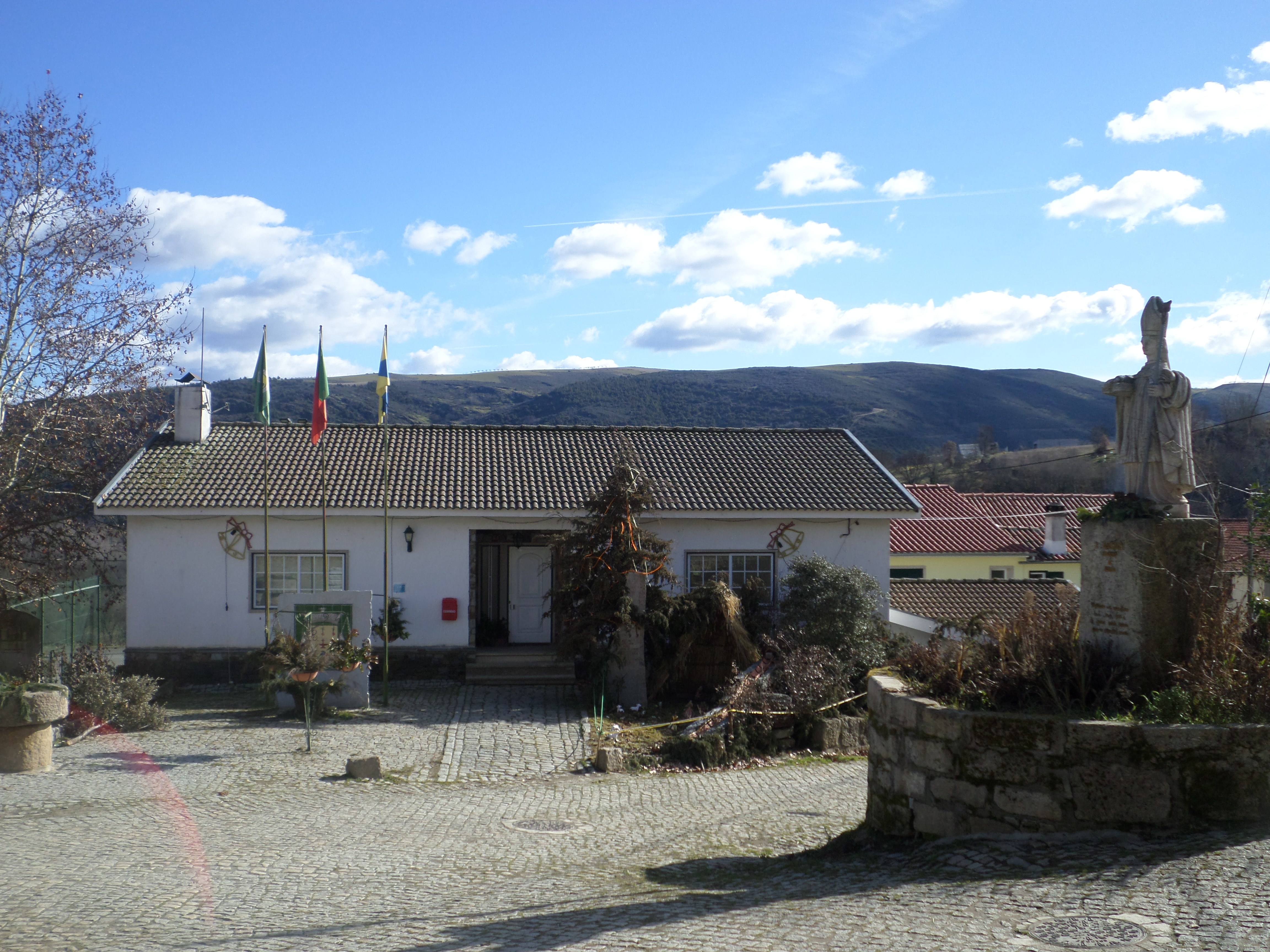
Largo São Martinho, Estátua de São Martinho e Junta de Freguesia - Alfaião
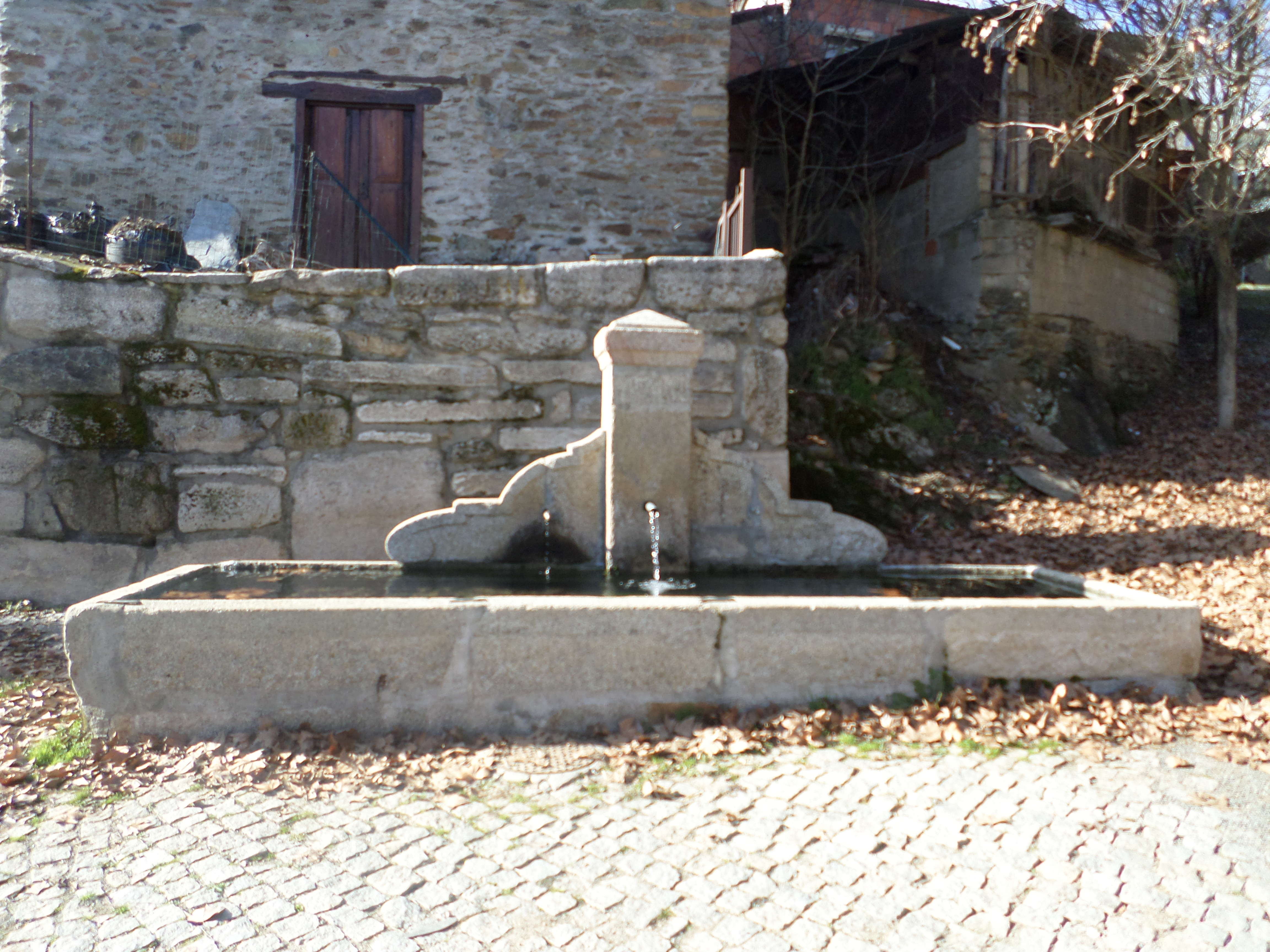
Fonte - Alfaião
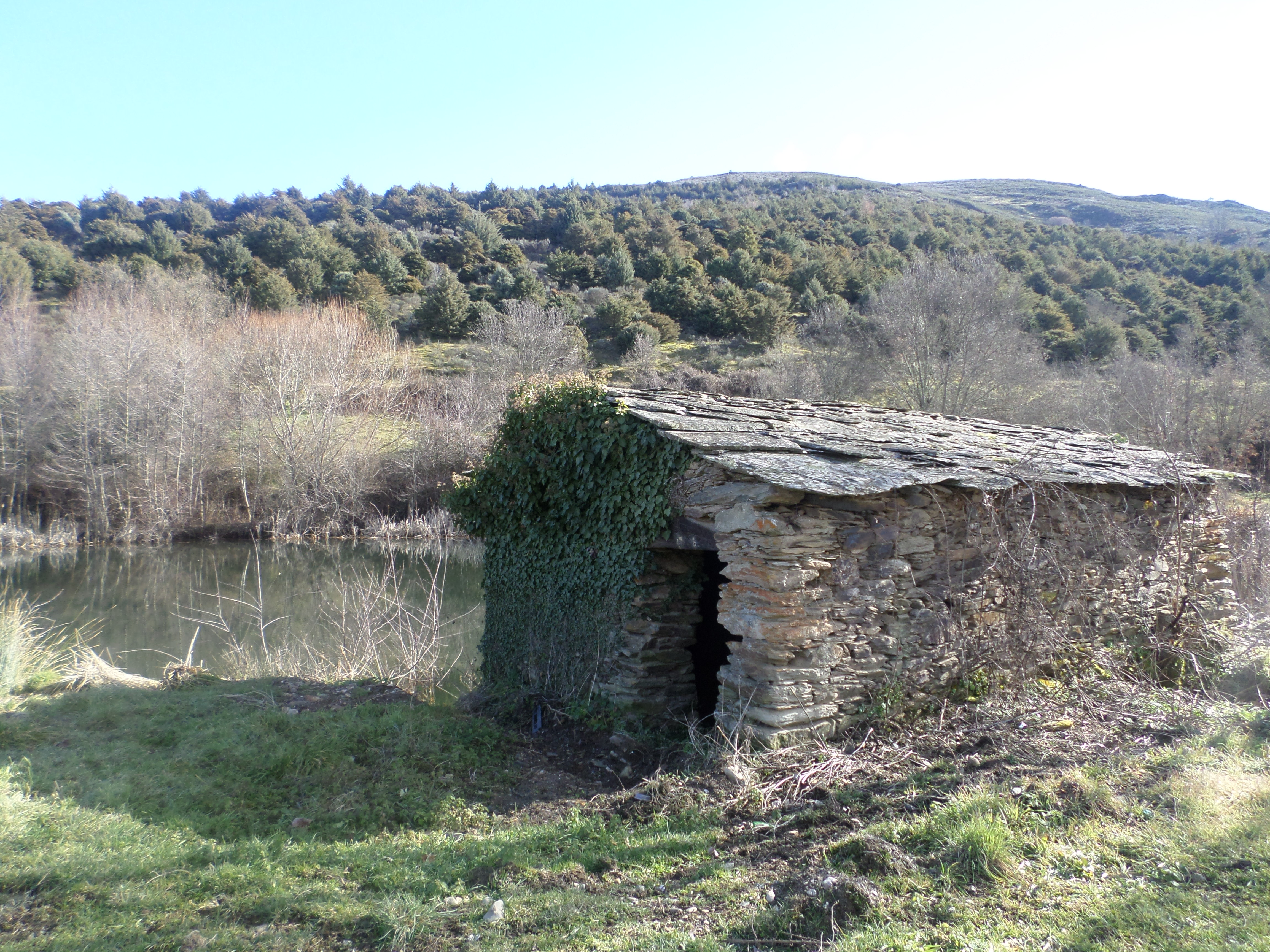
Moinho Antigo - Alfaião
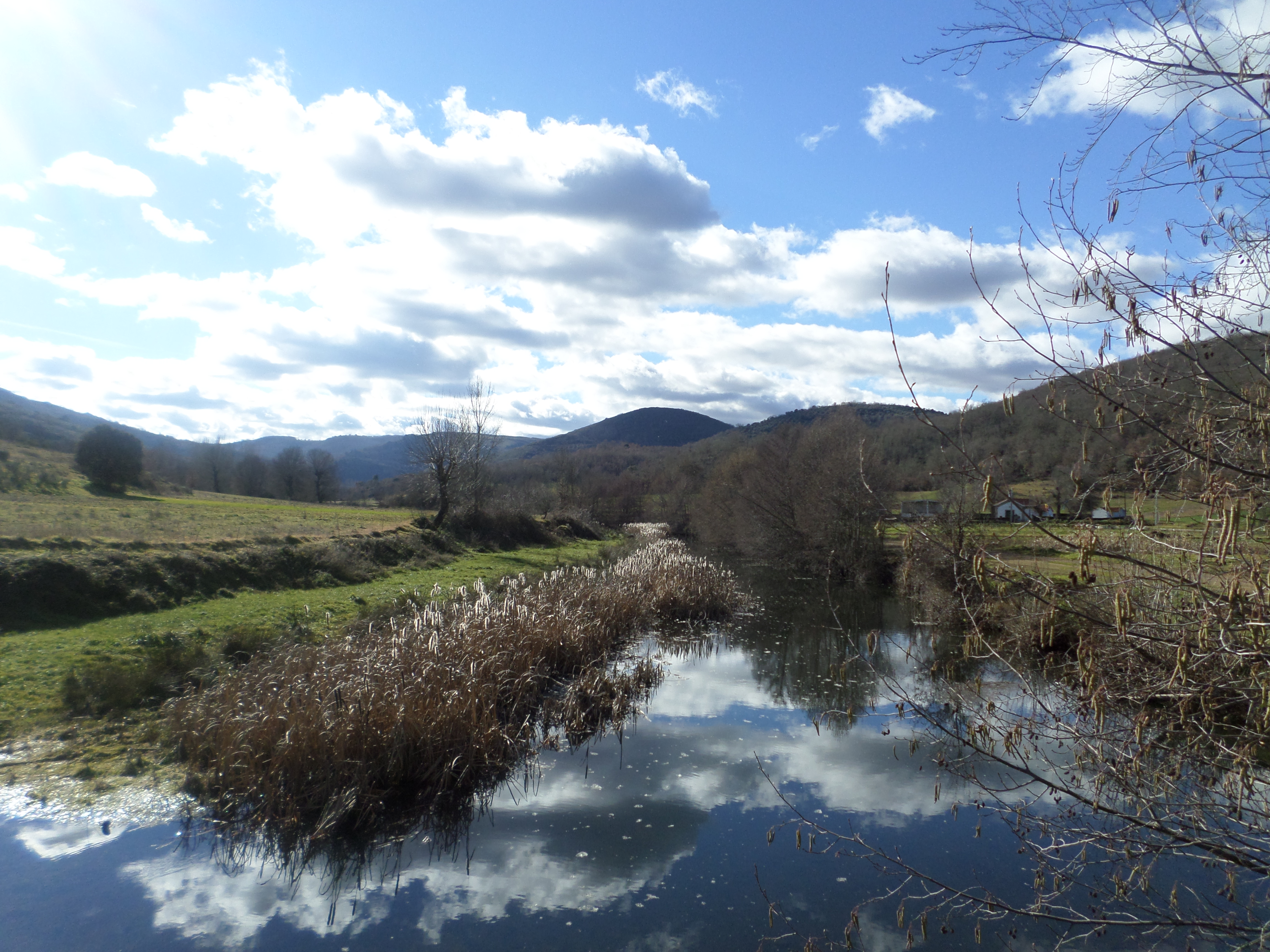
Rio Penacal - Alfaião

## Documentário
Em 2016, André Almeida Rodrigues produziu e realizou "Alfaião", um retrato contemplativo da rotina diária da aldeia, no âmbito do seu projeto final no Mestrado em Som e Imagem da Escola das Artes da Universidade Católica Portuguesa. “Alfaião”, que está disponível no Youtube, tem 10 distinções e 100 exibições em 34 países.